# 拉斐爾撞擊坑
拉斐爾撞擊坑（英語：Raphael）是水星上的一個巨大撞擊坑，直徑350公里。該撞擊坑和其他直徑相若的撞擊坑不同的是，它並非多環結構。
該撞擊坑以義大利文藝復興時代畫家拉斐尔·圣齐奥命名。

## 外部連結
- USGS介紹